# Place de Tom Jones dans l'évolution du genre romanesque

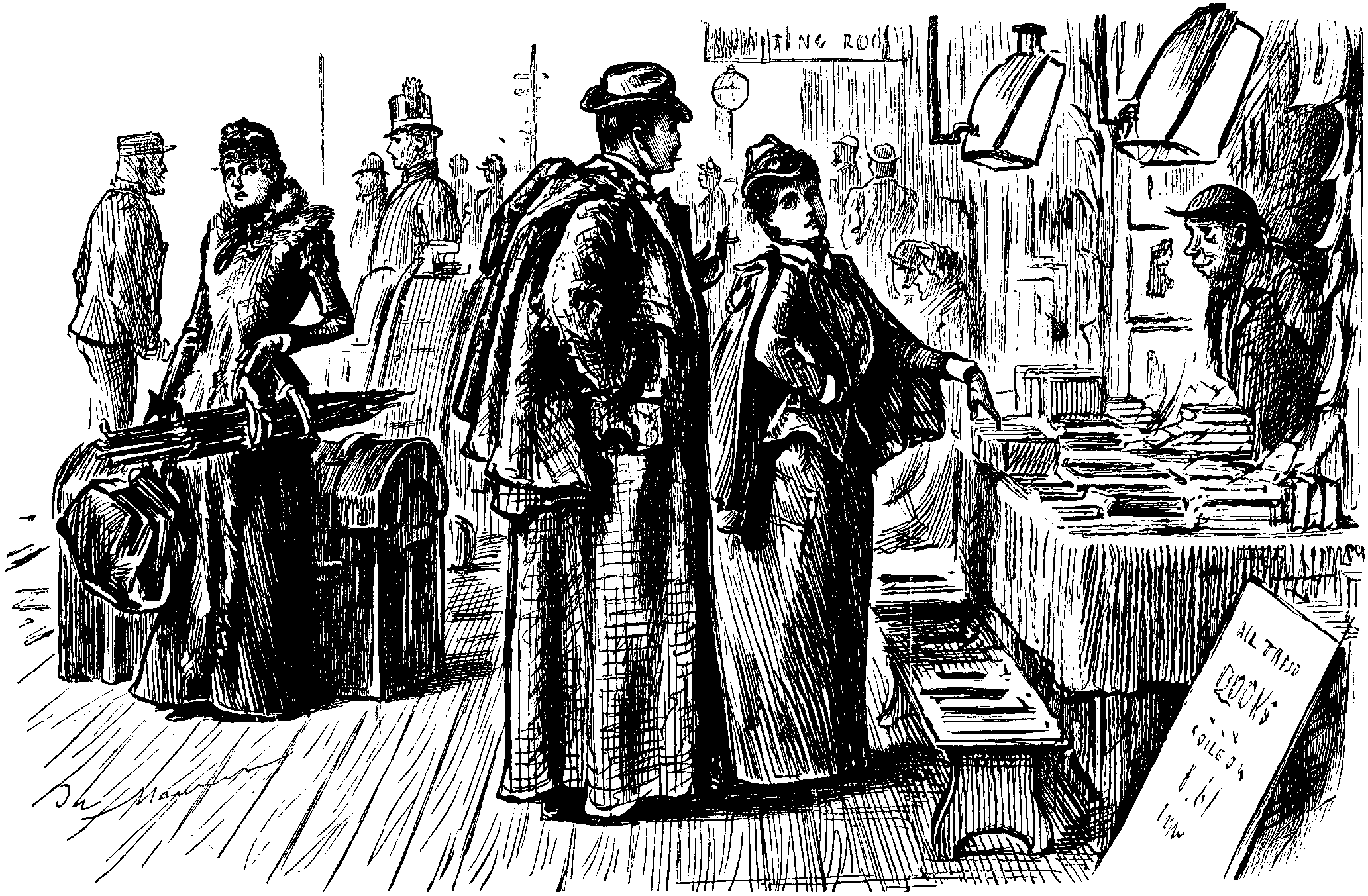
Punch « Oh, Edwin chéri ! Voici Tom Jones. Papa m'a dit que je ne devais pas le lire avant d'être mariée ! C'est fait… enfin ! Achetez-le moi, Edwin chéri ».

Le roman de Henry Fielding Histoire de Tom Jones, enfant trouvé, (The History of Tom Jones, a Foundling en anglais), abrégé en Tom Jones, publié par l'éditeur londonien Andrew Millar en 1749, est un livre ambitieux et novateur, mais dont les fondements s'appuient, soit a contrario, soit directement, sur plusieurs traditions littéraires faisant florès depuis la fin du XVIIe siècle et le début du XVIIIe siècle.
En réaction contre le désordre des mœurs ayant accompagné la Restauration anglaise, la première moitié du XVIIIe siècle est à la fois moralisante et sentimentale, mais non sans résistance. Si la vertu déployée dans Pamela fait le succès de Richardon, elle provoque le sourire de quelques cyniques et la moquerie de certains écrivains. La critique a montré que dans ce vertuisme acharné se cache un refoulement bien puritain et qu'une fois le vernis dépouillé, « [il] révèle un goût du scandale qui refuse de s'exprimer franchement. Fielding n'a pas le goût du scandale et méprise les faux monnayeurs de la vertu ». D'où, après la parodie à peine déguisée Shamela, Joseph Andrews et Tom Jones, le premier gardant des ambitions parodiques, l'autre issu de « racines [qui] sont celles de la vie. […], s'il y a beaucoup de Fielding dans Joseph Andrews, il faut dire qu'il y a tout Fielding dans Tom Jones ».
Dans le chapitre introductif du livre II de Tom Jones, Fielding souligne l'originalité de sa démarche, affirmant s'affranchir des lois traditionnelles de l'esthétique narrative et se poser en « fondateur d'une nouvelle province dans la république des lettres, [disposant de] la liberté d'y faire toutes les lois qu'il lui plaît »,.
Dans sa préface à Joseph Andrews, il se présentait déjà comme un pionnier dans le domaine de la fiction en prose, déclarant : « peut-être n'est-il pas inopportun de commencer par quelques mots sur ma façon d'écrire que je ne me souviens pas d'avoir jamais rencontrée en notre langue »,. Cette façon d'écrire se définit par une formule, reprise à quelques mots près dans Tom Jones : « Comic Epic in Prose » (« Épopée comique en prose »), où deux genres, comédie et épopée, se mêlent pour ne former qu'un, le roman (prose). Prosaïque en effet, par son sujet, ses personnages et son style, Tom Jones se différencie hardiment de ses prédécesseurs, qu'ils soient romances comme, entre autres, celles de Eliza Haywood ou pseudo-autobiographiques tels les romans de Defoe.
Tom Jones, cependant, dépasse toutes les classifications : par son ampleur, sa diversité, ses styles, il condense à lui seul l'ensemble du passé littéraire du genre et en annonce les développements futurs. Il n'est en effet guère d'auteurs de la fin du XVIIIe siècle et des siècles suivants qui ne se soient réclamés de lui, en Grande-Bretagne comme dans le reste de l'Europe, particulièrement en France et en Russie.

## Le contexte général

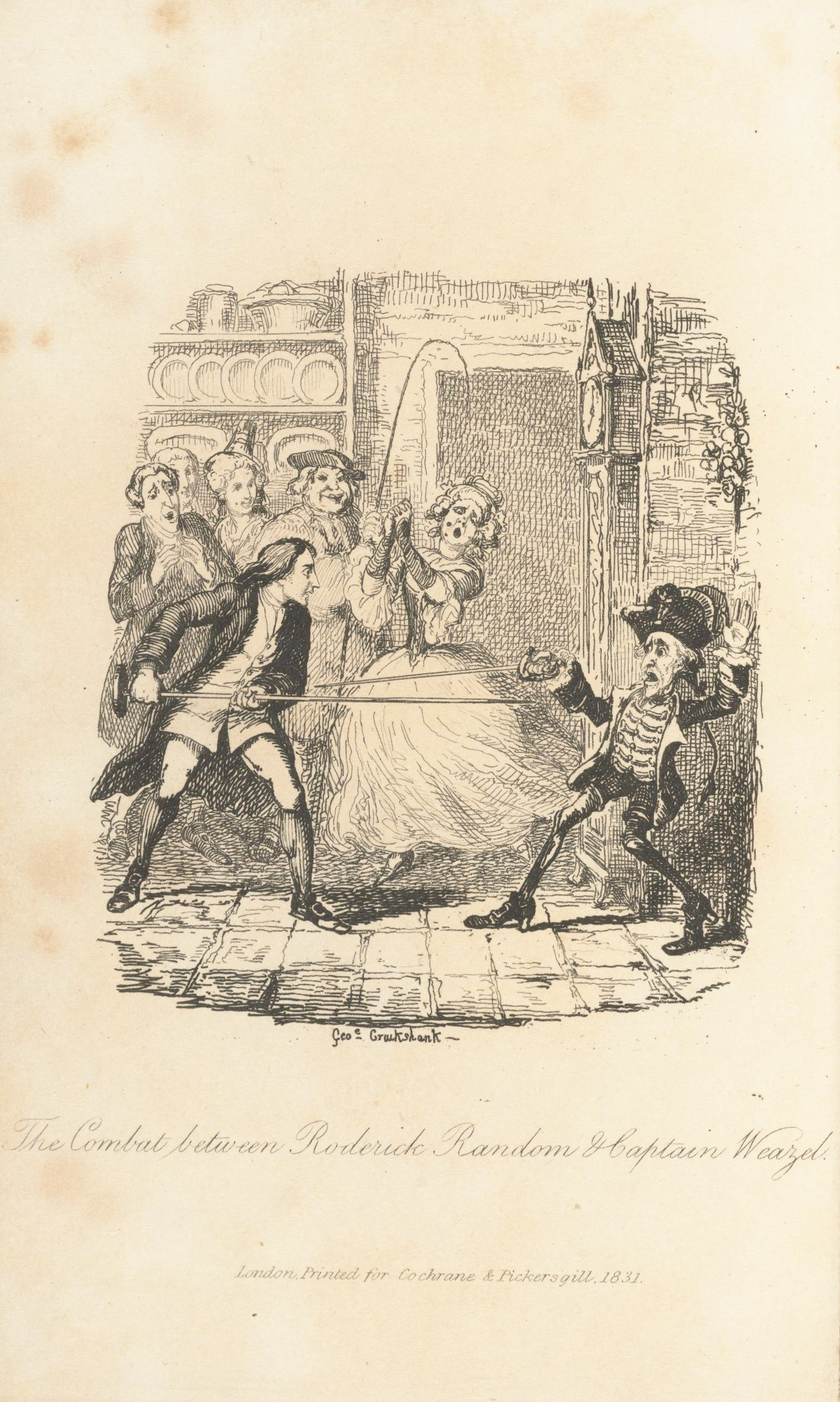
Frontispice de l'édition de Roderick Random en 1831 (George Cruikshank).
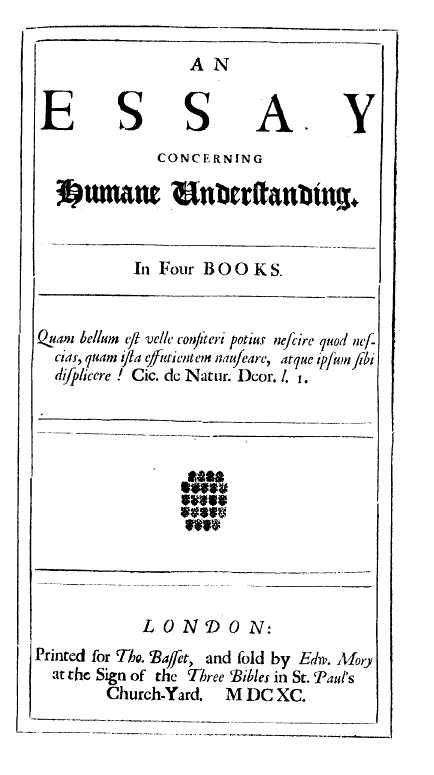
Frontispice de Essai sur l'entendement humain de John Locke,1690.
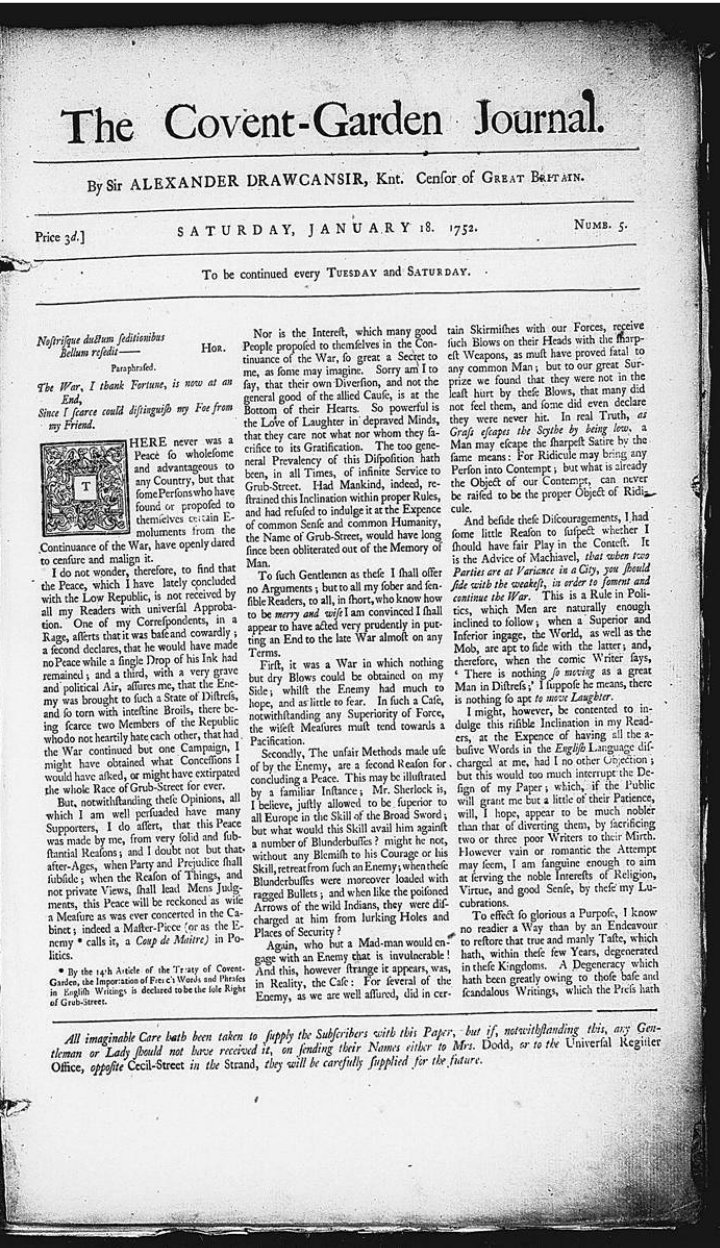
Article de Fielding dans The Covent Garden Journal (page de titre).

Si, en effet, l'originalité de Fielding en ce domaine reste indéniable et s'est prolongée par une influence quasi universelle, en 1749, lors de la publication de Tom Jones, le roman anglais n'en était plus à ses balbutiements. Depuis la parution de Robinson Crusoé de Daniel Defoe en 1719, plusieurs ouvrages se détachent comme autant de jalons dans l'histoire littéraire, ne seraient-ce que Moll Flanders (1722) du même auteur, des Voyages de Gulliver de Jonathan Swift (1726), de Pamela (1740) et Clarissa (1748) de Samuel Richardson, de Joseph Andrews (1742) de Henry Fielding et de Roderick Random (1748) de Tobias Smollett.
Ces ouvrages se démarquent nettement de la tradition de la romance précédente, irréelle, extraordinaire, souvent pastorale, conformément à la distinction déjà établie par Congreve :
| « Romances are generally composed of the Constant Loves and invincible Courages of Hero's, Heroins, Kings and Queens, Mortals of the first Rank, and so forth; where lofty Language, miraculous Contingencies and impossible Performances, elevate and surprize the Reader into a giddy Delight, which leaves him flat upon the Ground whenever he gives of, and vexes him to think how he has suffer'd himself to be pleased and transported […] when he is forced to be very well convinced that 'tis all a lye. Novels are of a more familiar nature; Come near us, and represent to us Intrigues in practice, delight us with Accidents and odd Events, but not such as are wholly unusual or unpresidented […]. Romances give more of Wonder, Novels more Delight. » | « Les romances sont généralement constituées d'amours éternels et d'invincible courage de la part de héros et d'héroïnes, de rois et de reines, de mortels de premier rang, etc. : le langage soutenu, des contingences miraculeuses, des exploits impossibles, procurent au lecteur surprise et éblouissement, qui le laissent pantois lorsqu'il retombe sur terre et irrité de s'être laissé prendre au plaisir de la lecture, […] tant il est bien forcé de se convaincre qu'il ne s'agissait que de mensonges. Les romans sont plus près de la nature, ils se rapprochent de nous, nous montrent des intrigues en action, nous charment par des accidents et d'étranges événements, non pas inhabituels et sans précédents […]. Les romances nous apportent l'émerveillement, les romans nous plongent dans le ravissement. » |

De fait, Tom Jones s'enracine dans une réalité géographique et historique identifiable, le Somerset, le Dorset, Upton, Londres, les années 1745, la ruralité, la route. De plus, il baigne dans un contexte socio-économique reproduit avec précision. De plus, ses personnages ne sont en aucun cas idéalisés, sauf peut-être Sophia, parfaite mais au cœur bien trempé. Leur réalité quotidienne se déroule au milieu d'objets concrets décrits, lorsque nécessaire, selon les critères définis par Locke, les « qualités premières » reconnues par tous, le poids, la taille, les dimensions, et les « qualités secondes », plus subjectives, l'odeur, la couleur, la beauté, etc.,.
De plus, de nombreux ouvrages traduits de l'espagnol et du français exerçaient déjà une influence prépondérante sur le développement de l'art du roman en Grande-Bretagne, sans compter qu'au-delà des quelques phares mentionnés, cette littérature romancière bénéficiait de l'apport, aujourd'hui oublié du grand public, d'une multitude de publications féminines, de Mrs Haywood, Mrs Aubin, Mrs Manley, etc., considérées à l'époque comme de sérieuses rivales des chefs-d'œuvre des plus grands maîtres, par exemple, de Defoe.
Toutefois, la supériorité de Fielding sur ses contemporains s'affirme par une véritable révolution dont se font l'écho sa préface à Joseph Andrews, ses textes critiques à l'orée des dix-huit livres de Tom Jones et divers écrits publiés dans des revues littéraires, en particulier la sienne, The Champion, dévolue à son journal, et plus tard le Covent Garden Journal, sa dernière aventure journalistique. Là, proclame-t-il haut et fort, et non sans un air de défi, le roman, alors considéré comme un art de divertissement (entertainment), loin des grandeurs de l'épopée ou de la tragédie qui, elles, se réclament des canons aristotéliciens, a désormais acquis, à leur égal, la noblesse d'un genre majeur, promis à de véritables épopées qui n'auront rien à envier aux Illiade, Odyssée ou encore Télémaque, mais en prose et avec une composante comique. Pour accentuer ce dernier ajout, il évoque même une œuvre perdue attribuée à Homère, épopée satirique dont le héros, Margitès, est un simplet fort savant, mais dont la science va à tort et à travers, qu'Aristote considérait comme le germe même du genre comique,,.
Désormais, il s'agira de « poème héroïque, historique et prosaïque »,, ou encore « prosaico-comico-épique »,, autant de variantes de la même définition. La matière du roman devient l'époque tout entière et au-delà, la nature humaine en sa grandeur mais surtout avec ses faiblesses, et « le plus souvent dans leurs formes les plus ridicules ». Nul besoin d'introduire dans le récit des agents surnaturels, car est désormais visé le probable plutôt que le simple possible,,.
L'originalité suprême réside cependant dans les commentaires méta-narratifs et le caractère intertextuel du roman, ce qu'a relevé George Eliot lorsque dans Middlemarch elle évoque Fielding : « un grand historien, comme il aimait lui-même à s'appeler, […] rayonnant dans de copieuses remarques et digressions, plus particulièrement des chapitres initiaux […] où il semble apporter son fauteuil sur l'avant-scène et bavarder avec nous avec la robuste aisance de son bel anglais »,, ce que Claude Rawson qualifie de « promenades méditatives autour de sa fiction, passées à scruter ses implications et ses procédures »,.

## La tradition étrangère

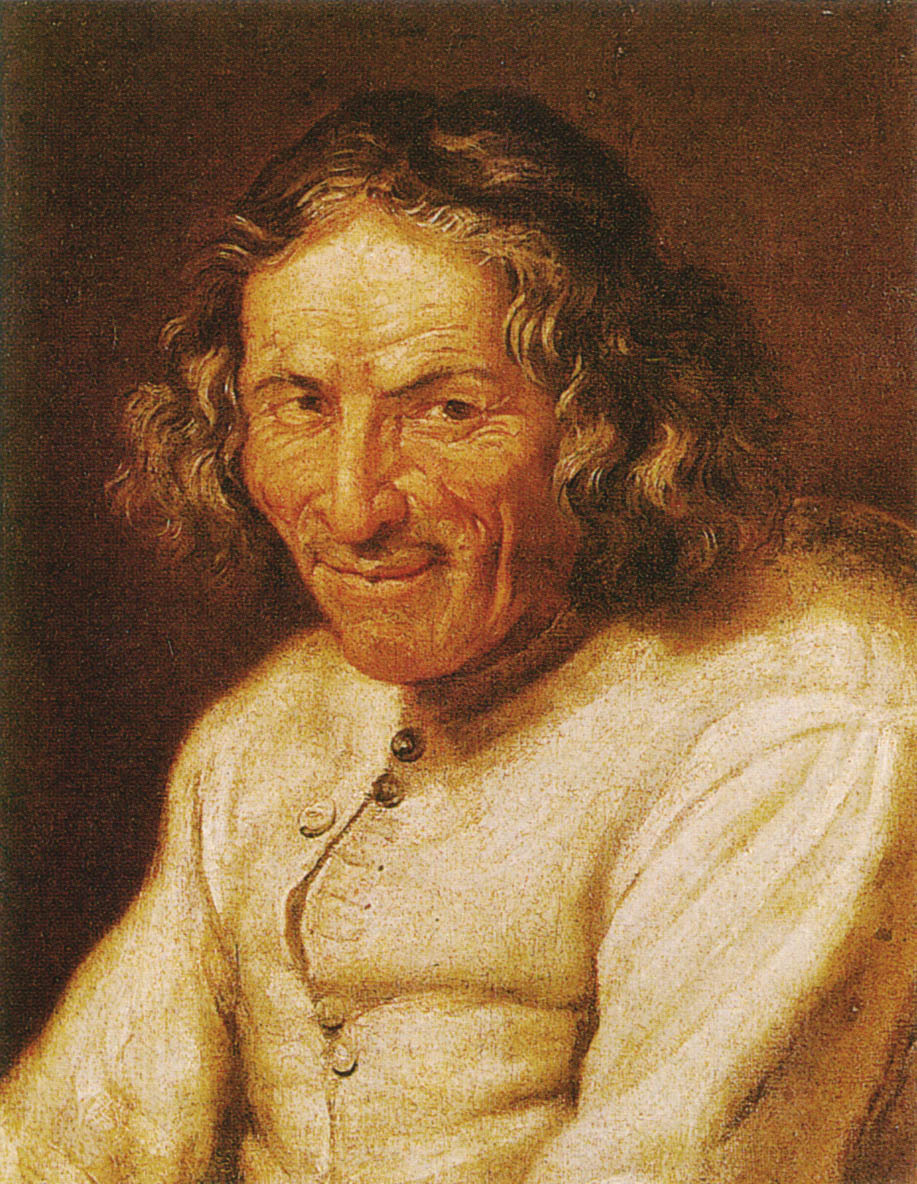
Paul Scarron
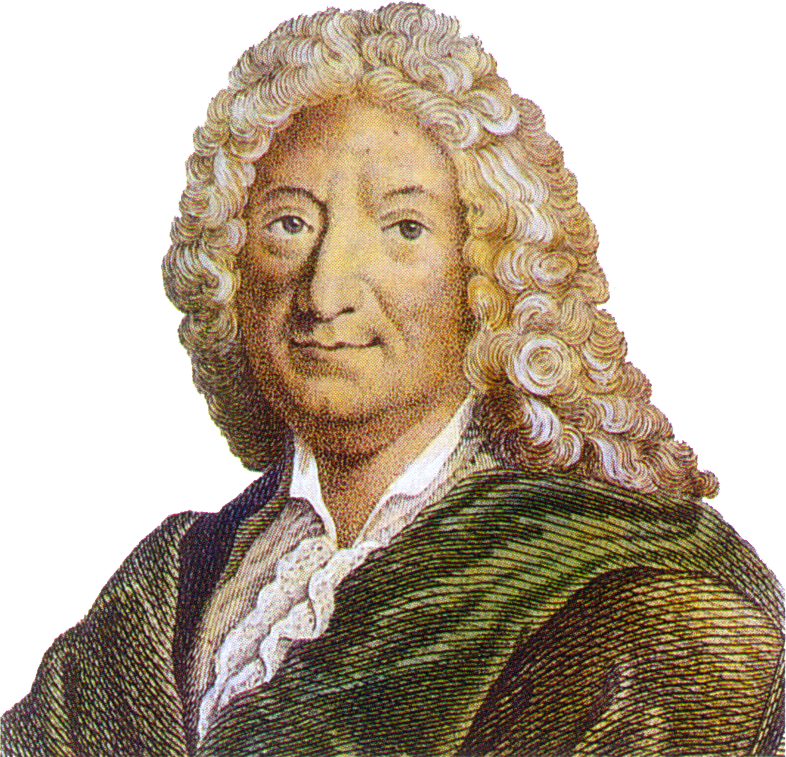
Alain-René Lesage
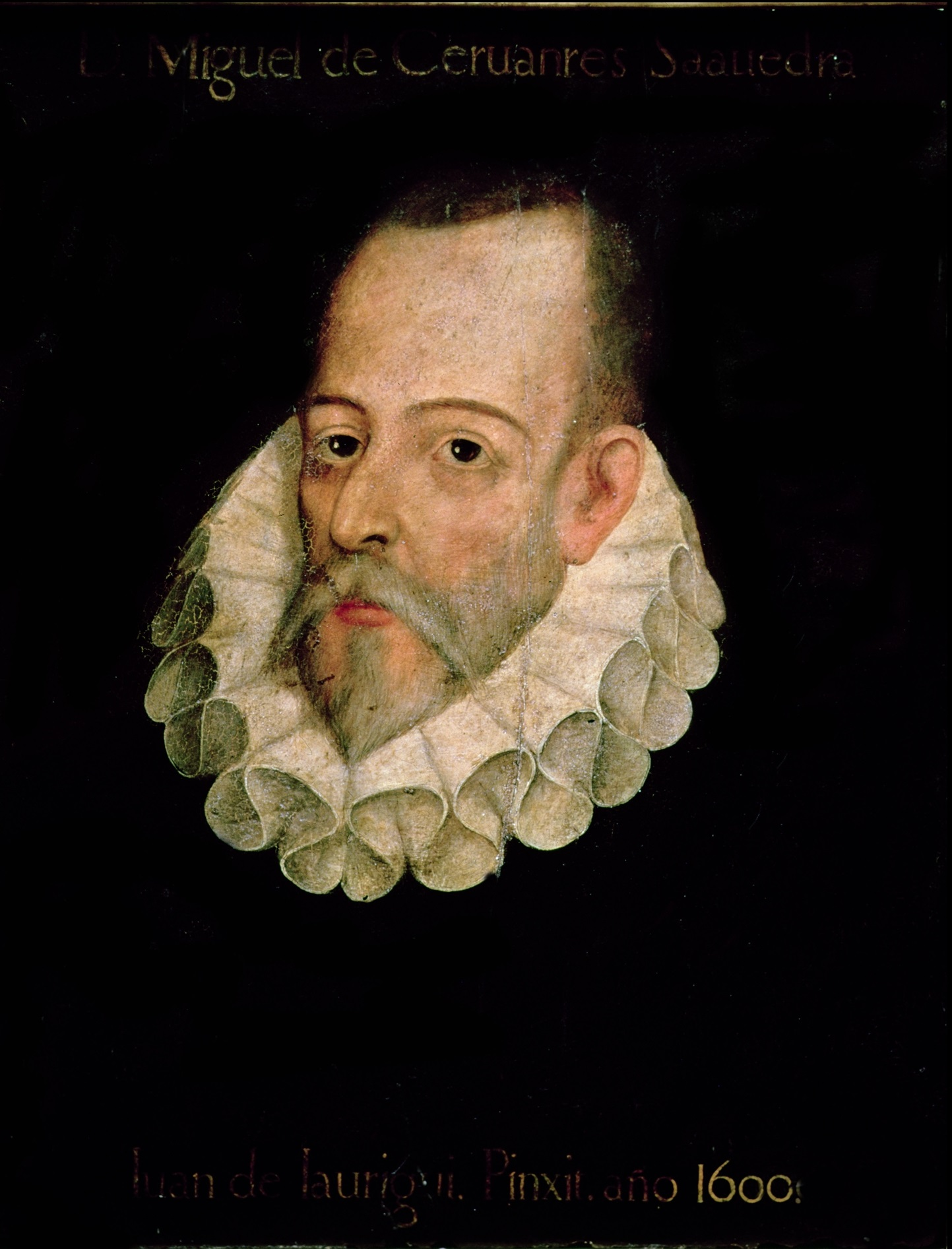
Portait imaginaire de Miguel de Cervantes (attribué à Juan de Jáuregui de Agullar)
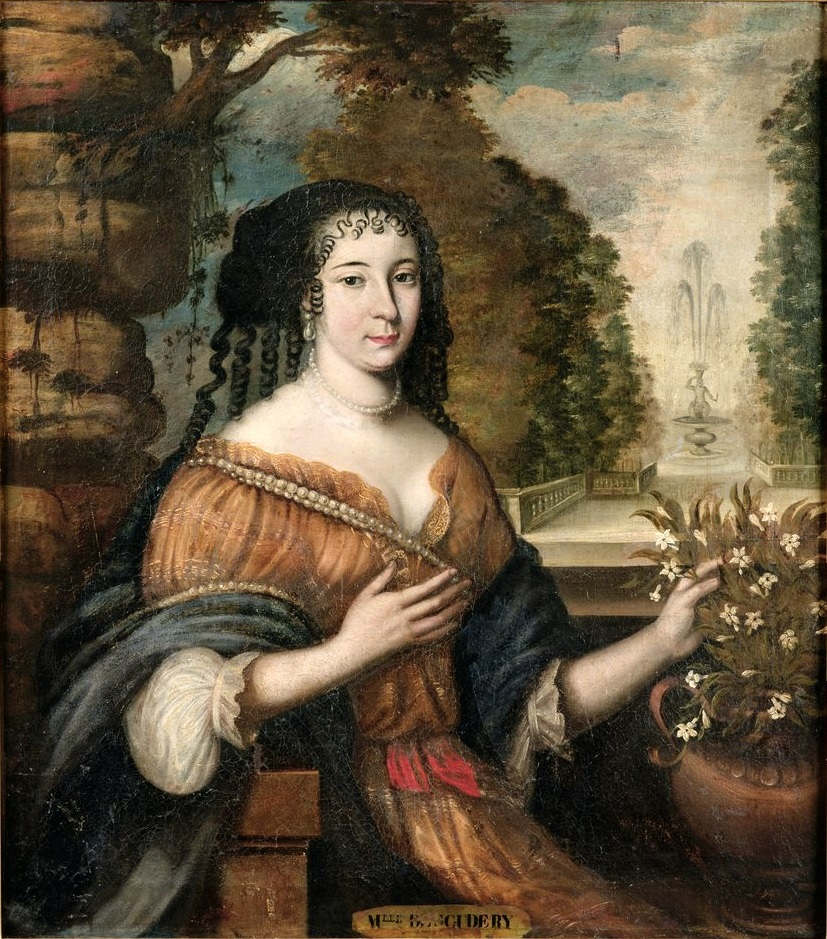
Madeleine de Scudéry, École française (Bibliothèque municipale du Havre)

Malgré ces revendications d'originalité, Fielding doit beaucoup à une tradition littéraire et à divers influences dont il était plus ou moins conscient. De la première, il était averti puisqu'il donne comme sous-titre à Joseph Andrews « en imitation de la manière de Cervantes ». De plus, il fait de fréquentes allusions au Roman comique de Scarron (1651) et surtout au Gil Blas de Santillane de Lesage (1715). Il serait vain de chercher systématiquement si telle scène, tel épisode de Tom Jones est inspiré de Don Quichotte, Guzmán de Alfarache, Le Diable boiteux ou Gil Blas de Santillane, tous de grands succès au XVIIIe siècle. Don Quichotte a été traduit dès 1700, puis en 1706 et à nouveau en 1710 ; Gil Blas a suivi en  1716, 1732, 1735, 1737 ; Guzmán de Alfarache l'a été dès  1622 sous le titre de The Rogue (« Le Malotru ») et avec une introduction de Ben Jonson. Tour à tour, Guzman est marmiton, voleur, gentleman, mendiant, soldat, page de cardinal et ambassadeur de France.
Ainsi, Tom Jones porte la marque de la tradition dite réaliste ou plus communément picaresque, qui se manifeste par le choix du décor, la campagne, la route, les auberges. Comme Don Quichotte, c'est un roman du grand air, à la différence de Moll Flanders ou Roxana, presque exclusivement réservés à l'alcôve, ou encore du roman domestique de Richardson, tel Pamela, qui se passe entre la cuisine, le salon et la chambre à coucher ; par la variété des personnages aussi, car aucun groupe n'échappe au vaste panorama social du roman, qui englobe toutes les classes, les divers corps de métier et groupes professionnels, alors que Pamela se limite à la classe moyenne supérieure, Les Aventures de Roderick Random à l'aristocratie et la noblesse de campagne, Moll Flanders au milieu des bas-fonds ; enfin, par la récurrence de scènes plus grossièrement comiques : violentes corrections, bastonnades, bagarres, accidents de voyage, scènes de nuit torrides, ensemble susceptible d'avoir choqué la bienséance pudibonde de certains lecteurs et autres critiques.
D'autres scènes portent le sceau de la tradition étrangère ; elles traitent par l'ironie des aléas de la fortune, généreuse ou pingre, leitmotiv récurrent dans Tom Jones, de la méchanceté fondamentale du monde, que Smollett qualifie dans sa préface à Roderick Random, de « vile indifférence »,, du conflit entre apparence et réalité, le masque, le déguisement ; et s'y ajoute l'insertion des histoires intercalées, rappelant « l'histoire dans l'histoire » déjà utilisée par Shakespeare, celle de « l'Homme sur la colline », celle de Mrs Fitzpatrick, les chapitres consacrés au marionnettiste et aux Gitans, tous procédés participant de l'unité thématique du roman.

Cependant, l'influence de Cervantès la plus originale est une nouvelle conception du narrateur, non plus reporter des faits, mais auteur omniscient et guide du lecteur dont il ouvre les yeux, commentant les réactions du héros, soulignant ses faiblesses ou ses qualités. Une nouvelle complicité s'établit, d'innombrables clins d'œil sont lancés, et souvent le récit fait une pause pour des apartés, des digressions, de pseudo sermons, etc. Ces intrusions, cette connivence créent une distanciation narrative reléguant au loin la tentation de la tragédie ou du mélodrame, à l'encontre des romans héroïques traduits du français, Le grand Cyrus, Cassandre de Mademoiselle de Scudéry, ou Cléopâtre de La Calprenède, ce dernier en particulier, si prisé au XVIIe siècle français, puis ardemment lu et imité outre-Manche : Boileau lui consacre un quatrain : 

« Souvent, sans y penser, un écrivain qui s’aime
Forme tous ses héros semblables à lui-même
Tout a l’humeur gasconne en un auteur gascon.
Calprenède et Juba parlent du même ton (L'Art poétique, chant III.) »

Madame de Sévigné le vante à sa fille : « Cléopâtre va son train […] La beauté des sentiments, la violence des passions, la grandeur des événements et le succès miraculeux des redoutables épées des héros, tout cela m’entraîne comme une petite fille » ; La Harpe y trouve des caractères fortement dessinés, comme celui d’Artaban, qui a donné naissance à l'expression fier comme Artaban,.

## La tradition nationale

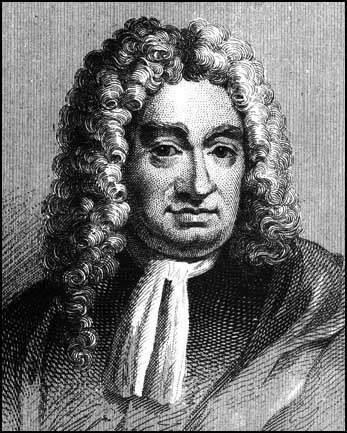
Daniel Defoe
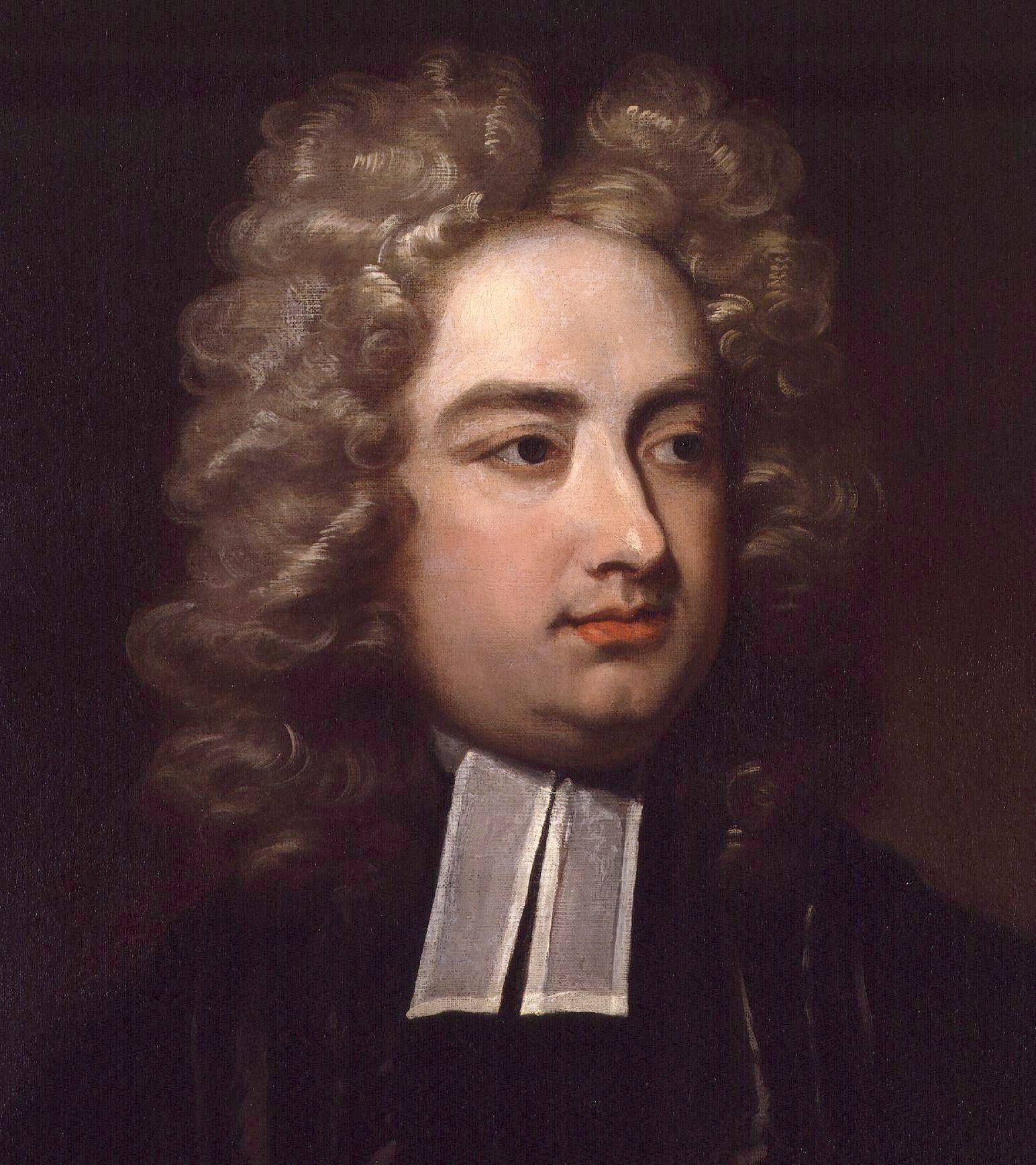
Détail d'un portait de Jonathan Swift réalisé par Charles Jervas (1718)
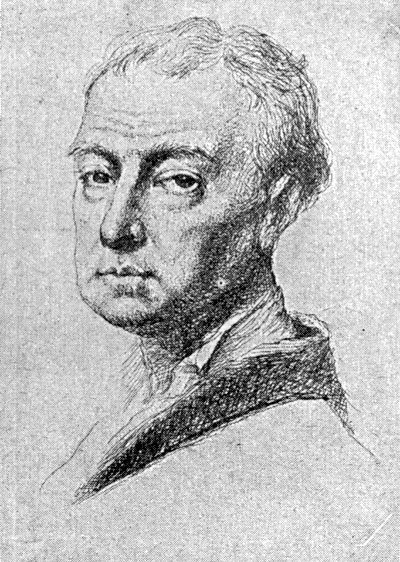
Portrait au crayon de Samuel Richardson
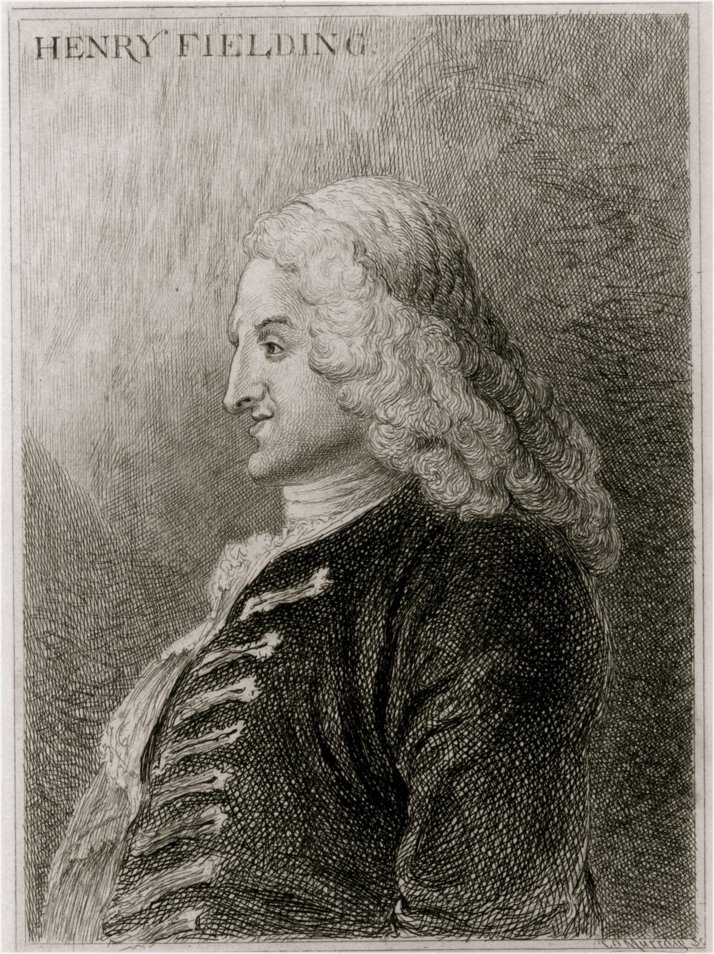
Henry Fielding vers 1743

L'expression « tradition nationale » couvre l'ensemble d'une production romanesque très diverse, d'inspiration surtout populaire ou, lorsqu'elle imite des modèles étrangers, intimement ancrée dans le terroir artistique de l'Angleterre. Il s'agit essentiellement de littérature criminelle ou sentimentale, de récits de voyage, les œuvres de Fielding et en particulier de Tom Jones restant en marge de la forme héroïque, également en vogue, sauf lorsqu'il s'agit de la parodier.
Au début du XVIIIe siècle, la littérature criminelle est d'abord tragique et didactique, mais peut à l'occasion, se faire comique. C'est essentiellement un corpus de biographies ou souvent d'anonymes d'autobiographies assez primaires, parfois quelques pages, relatant la vie et les aventures d'un bandit de grand chemin, d'un cambrioleur ou d'un meurtrier. L'accent est invariablement mis sur le péché commis, la déviance religieuse et le juste châtiment infligé, le moment le plus édifiant restant l'ultime déclaration de repentir avant le nœud coulant de la potence. Les autobiographies imaginaires de Defoe appartiennent à ce genre de littérature, mais outre une étude de la délinquance proposée par Moll Flanders (1721), Colonel Jack (1722) et Roxana (1724), s'y trouvent aussi des cas de régénération (Moll) ou au contraire, de dégénérescence spirituelle (Roxana). Dans ces œuvres, le thème principal concerne le conflit qui s'installe entre un individu et la société, le heurt entre la pulsion et la soumission à l'ordre social, voire à l'éthique d'inspiration puritaine dont se réclame la bourgeoisie.
Les histoires de voyageurs, d'aventuriers ou de pirates, dont Defoe s'est fait le champion avec Robinson Crusoé (1719) ou Le Capitaine Singleton (1720), et avant lui, Swift et son Voyages de Gulliver (1726), apportent au sein d'une société éprise d'évasion, un halo d'héroïsme entourant des passionnés de l'extrême et des amateurs d'individualisme. Cependant, l'aventure, quoique certifiée véridique, ne représente que la surface des choses, chaque roman recélant un message : chez l'un, épopée de la classe moyenne où triomphent l'esprit d'entreprise, l'ardeur au travail, la soif d'innovation, la confiance en la Providence, la victoire de la civilisation contre la nature ; implacable satire des mœurs et des institutions que sous-tend la réflexion philosophique sur la chose politique chez l'autre,.
Vis-à-vis des histoires sentimentales, apanage, en dehors de Samuel Richardson, de nombreuses femmes écrivains, Mrs Haywood (1693-1756), Mrs Manley (1663-1724), Mrs Aubin (1679-1834), Fielding se situe dans l'opposition, car il en parodie le style, les personnages ou les thèmes dans ses œuvres, et les attaque de front dans ses préfaces. Dans Tom Jones, Sophia relève dans une certaine mesure de la veine sentimentale et Lord Fellamar peut être interprété comme une sorte d'aristocrate semi pseudo-héroïque se vouant au mal. De leur confrontation naît un thème inspiré de la même tradition, celui de l'innocence féminine en butte à la persécution corruptrice de l'homme de pouvoir. Selon les critères esthétiques d'aujourd'hui, les romans sentimentaux semblent datés, mais ils ont ouvert la voie à des chefs-d'œuvre comme Paméla ou la Vertu récompensée, dans lequel, alors que le roman se présente comme un « pamphlet moral » (moral tract), s'ébauche une critique assez semblable à celle de Fielding, et des héroïnes comme Fanny Goodwill, puis Sophia Western ont à leur égard une indéniable dette littéraire.

## La différenciation d'avec Daniel Defoe et Samuel Richardon
Aussi bien Defoe que Richarson se distinguent dans l'histoire du roman anglais de la première moitié du XVIIIe siècle par leur réussite artistique et idéologique. Eux aussi ont puisé aux sources nationales et étrangères, mais ils sont parvenus à créer un univers fictionnel cohérent qui diffère de ceux de Smollett ou de Fielding. La critique littéraire n'a eu de cesse d'opposer Fielding à Richardson dès la publication de leurs premières œuvres romanesques. Ils différaient en tout, éducation, croyances religieuses, tempérament. En réalité, après le succès de Paméla ou la Vertu récompensée, Richardson considéra Fielding comme un rival, alors que la réciproque n'était pas vraie, tant les romans du second, d'abord Joseph Andrews (1742), puis Tom Jones (1749) connurent la faveur du public.
Richardson et Defoe furent des écrivains de la classe moyenne, des représentants de la bourgeoisie, à l'opposé de Smollett et Fielding apparentés à l'aristocratie rurale (gentry). En conséquence, leurs mondes respectifs révèlent des préoccupations différentes, typiques de leur classe sociale, monde urbain ou domestique chez les premiers, que domine le goût de l'argent, digne récompense de l'effort, alors que chez les seconds, l'argent ne se gagne pas vraiment, mais se trouve, se perd, se récupère, se rend ; monde aussi du conflit entre l'individu et la société mercantile, alors que chez Fielding, une solution se fait jour pour résoudre les difficultés par l'intégration, souvent retardée mais obligée, due à la naissance ou la fortune ; monde enfin de la tension, du combat pour la conquête et la préservation de l'intégrité, quand règnent l'ordre et l'harmonie qu'assure la divine Providence dans l'univers fieldien.

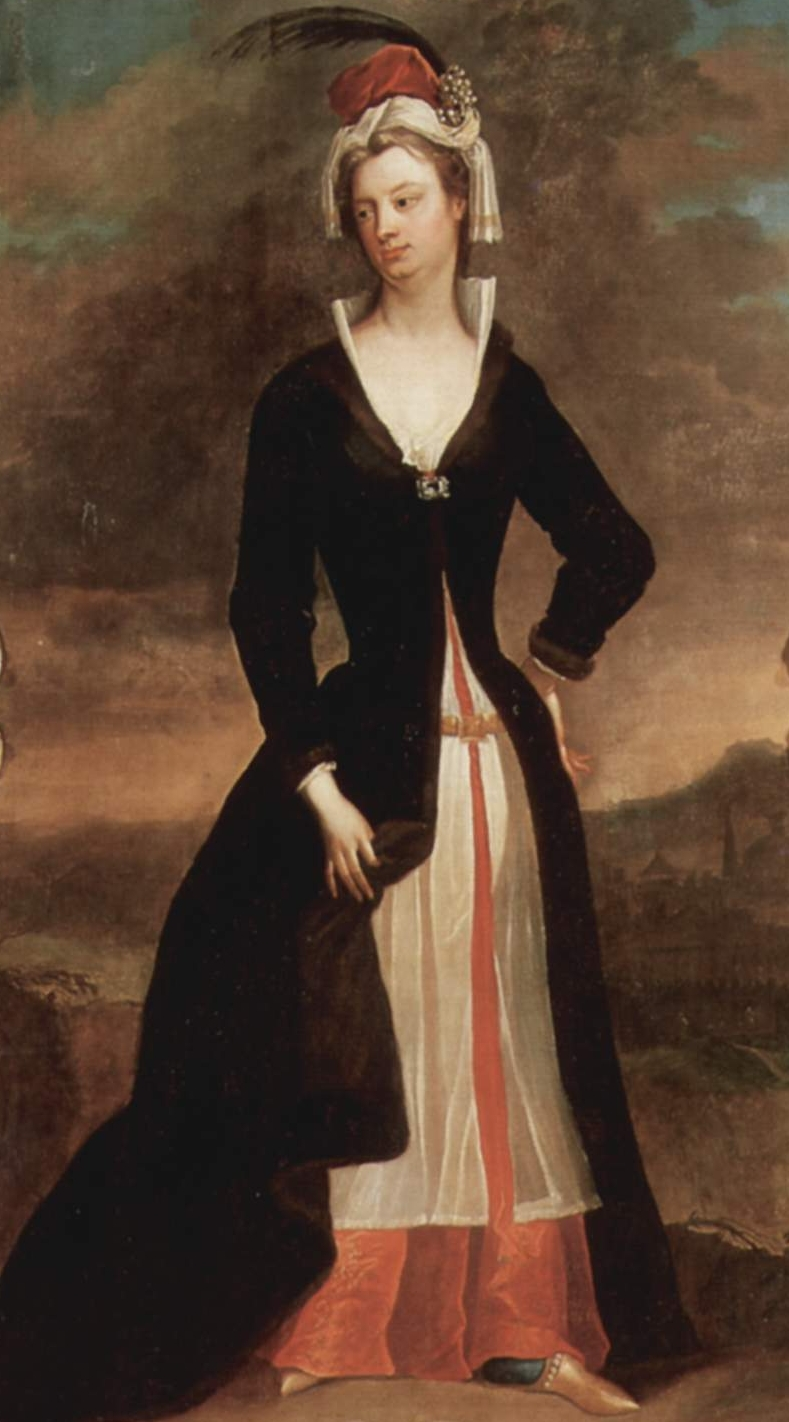
Mary Wortley Montagu par Charles Jervas, après 1716.

Les choix esthétiques de Fielding le différencient à un autre titre de ses prédécesseurs. Lui garde main haute sur son récit qu'il contrôle de bout en bout, alors qu'aussi bien dans Moll Flanders ou Roxana, ou encore Colonel Jack que Pamela, aucune distanciation ironique ne peut s'intercaler entre narrateur et personnage, héros ou héroïnes s'exprimant à la première personne, pseudo-autobiographies chez Defoe, roman épistolaire avec Richardson. Fielding lui, n'a pas grande estime dans le mode confessionnel qui, pense-t-il, manque de retenue. Il sait que les héroïnes de Richardson et a fortiori celles de Defoe ont été jugées avec sévérité, accusées pour les secondes d'indécence, voire d'obscénité : Lady Mary Wortley Montagu,, par exemple, jugeant qu'il était très mal élevé de leur part de « déclarer publiquement tout ce qui leur vient à l'esprit et que les feuilles de figue sont tout aussi nécessaires à notre corps qu'à notre esprit »,,.

## Joseph Andrews
Lire Tom Jones, c'est presque poursuivre la lecture de Joseph Andrews, les deux se trouvant définis par les mêmes mots : « héroïque », prosaïque » et « comique ». L'héritage épique vient en droite ligne de Mademoiselle de Scudéry qui, dans sa préface à Ibrahim, ou l'illustre Bassa (4 vols., 1641), écrit que la seule différence entre l'épopée et la romance est que l'un est un poème alors que l'autre est en prose. Pour elle, le sujet de l'épopée doit se conformer à la vraisemblance : « Je crois pour moy contre l'avis de ce commentateur d'Aristote que le sujet du Poème Héroïque doit estre plutôt véritable qu'inventé », idée reprise par Le Bossu qui, dans son Traité du poème épique (1675), livre qui connut une réelle influence en France comme en Angleterre, écrit : « L'épopée est un discours inventé avec art pour former les mœurs par des instructions déguisées ».
De plus, la préface de Joseph Andrews prend grand soin de préciser que le « comique », n'est pas le « burlesque », ce dernier faisant montre de tout ce qui paraît monstrueux, le premier au contraire dérivant de l'imitation raisonnée de la nature.
Il est vrai que Tom Jones revient fréquemment sur cette notion, par exemple dès le premier livre lorsqu'est écrit que « La véritable Nature est aussi difficile à rencontrer chez les auteurs que le jambon de Bayonne ou le saucisson de Bologne à trouver dans les magasins »,,.
Dans un autre livre, Fielding écarte « les vaines romances bourrées de monstres, créations non pas de la nature, mais de cerveaux mal équilibrés »,. Dans Tom Jones, il prend soin de distinguer entre le merveileux et l'incroyable, ce qui le place aux côtés des historiens qui « s'ils tombent parfois dans le merveilleux, ne s'aventurent jamais dans l'incroyable »,.
À la fin, il appelle Hogarth à la rescousse pour justifier ses choix esthétiques, tant dans Joseph Andrews que dans Tom Jones : il compare ce qu'il appelle « Caricatura » aux tableaux du peintre : « Dans Caricatura nous permettons toute licence, puisque son but est d'exhiber des monstres, non des hommes, et les déformations et les exagérations, quelles qu'elles soient qui s'y trouvent, appartiennent à leur domaine »,. Hogarth, au contraire, est décrit comme « suivant la nature », ce que fait Fielding dans Tom Jones avec le portrait comique de Bridget Allworthy (I, ii) ou celui de Mrs Partridge (II, iii), ou encore celui de Twackum (III, vi).
Enfin, aussi bien Joseph Andrews que Tom Jones proposent une éthique qu'incarnent les bons personnages, selon la règle, énoncée dans Joseph Andrews, voulant qu'« un homme bon est une leçon vivante pour toutes ses connaissances et bien plus utile dans ce cercle limité qu'un bon livre »,. Aussi, l'une des tâches du romancier est-elle d'exposer les deux causes de l' « affectation », source du « vrai ridicule », la vanité et l'hypocrisie,. Cette ambition morale assure l'unité thématique de l'ensemble : Joseph Andrews se lit comme une satire de l'orgueil et de l'égoïsme qui prétendent faire fi du code chrétien fondé sur la sincérité et la charité, active et même pugilistique si nécessaire, « selon le principe que la bonté des hommes se distingue par ce qu'ils font »,, et que, comme l'écrit Fielding, « un Turc bon et vertueux, ou des païens sont plus acceptables aux yeux de leur créateur qu'un chrétien méchant et vicieux, même si sa foi est aussi orthodoxe que celle de saint Paul »,.
Pour autant, les « hommes bons » de Fielding ne représentent pas des modèles idéaux de vertu, mais des personnes de chair et de sang, « avec ce qu'il faut de bonté et pas trop de défauts ». Comme son nom l'indique, le pasteur Adams se situe dans la moyenne, ni plus ni moins que Tom Jones dont la banalité du nom est elle aussi éloquente quant à ses vertus naturelles.
Avec Joseph Andrews, Fielding a réussi à parfaire une conception originale du roman, fusion de plusieurs traditions littéraires, classique, cervantesque, mais avec une originalité de fond et de forme, la bienveillance chrétienne et l'ironie du discours. À ce titre, ce n'est point un prototype ou un brouillon pour Tom Jones qui propose après lui de nouvelles illustrations des convictions éthiques et esthétiques de Fielding.

## Influence deTom Jonesdans l'évolution du roman
L'ouvrage majeur concernant la réputation littéraire de Fielding reste celui de Frederick T. Blanchard, paru en 1926, et répertorié dans la bibliographie de cet article ; de même y figure la liste établie par Robert Alter en 1975, ainsi que l'anthologie critique de Claude Rawson publiée en 1973. C'est sur ces études que Charles A. Knight s'appuie dans le dernier chapitre du Cambridge Companion to Henry Fielding, intitulé « L'Outre-tombe de Henry Fielding » (Fielding's Afterlife), pour analyser l'influence du romancier sur ses « successeurs », c'est-à-dire ceux qui se réclament de lui. Pour ce faire, il choisit plusieurs rubriques, le narrateur, l'ironiste, le romancier comique, la profondeur des schémas narratifs et l'immoraliste. Cette section n'a d'autre ambition que de présenter les principaux aspects de son analyse.

### Un processus narratif qui fait florès
Ce qui frappe d'abord chez Fielding, c'est le rôle que joue le narrateur, seul témoin des événements et de l'action. Si chez Richardson, les participants racontent les faits de leur point de vue de participants, tout passe chez Fielding par les yeux d'un tiers n'ayant aucun rôle dans l'action sinon de la raconter a posteriori, ce qui a pour effet de mettre l'accent sur l'intrigue plutôt que sur la vie intérieure des personnages. Les aspects réalistes existent, mais filtrés par une conscience, ce qui laisse le champ à de possibles interprétations, même lorsque le narrateur reste silencieux. Comme le dit Johnson, Richardson connaît le mécanisme de l'horloge tandis que Fielding se contente d'en regarder le cadran,.
Cette primauté d'une conscience narrative se retrouve dans la mise en scène de Sir Willoughby Patterne, piètre héros de L'Égoïste (1879) par George Meredith. Obscurci par lui-même, en proie à une paranoïa imbue de supériorité, voir convaincue d'unicité, ce suffisant est peu à peu dépecé de ses prérogatives auto-proclamées par le jeu subtil du narrateur, dont l'acuité ironique de la vision et du jugement permettent une distanciation d'avec le personnage et son éventuelle mise en pièces par le traitement comique. Ce procédé, Meredith revendique l'avoir appris de Fielding, surtout de Tom Jones, où, comme dans son roman, les pensées incriminées sont données à lire au lecteur non pas telles qu'elles ont été pensées, mais telles qu'elles ont été perçues.
De même, les essais enchâssés, les exposés préliminaires, les chapitres discursifs, les excursions dans l'actualité historique ont été relayés par nombre d'écrivains au cours des siècles, par exemple Walter Scott qui en délègue la responsabilité à plusieurs narrateurs adoptifs,, ou Nicolas Gogol dont les digressions, comme la discussion sur le problème de la nomination des personnages au chapitre IX des Âmes mortes (1842-1855), ressemble beaucoup à celle de Fielding par son insistante fantaisie ; plus tard, chez James Joyce dans Portrait de l'artiste en jeune homme (1914-1915) ou Robert Musil dans L'Homme sans qualités (1930-1943), l'essai intrusif est le fait du personnage central auquel le narrateur a confié la tâche de le seconder. Même chez certains auteurs postmodernes, comme Milan Kundera avec Le Livre du rire et de l'oubli (1979, 1985), les essais proviennent de la même conscience que celle qui filtre la fiction.
Le narrateur de Tom Jones passe d'un ton à l'autre, tour à tour ironique, pseudo-héroïque, parfois compatissant, ce qui concourt à donner au roman son allure vive et entraînante. Cette pratique, écrit Charles A. Knight, a été léguée à Jane Austen qui la complexifie par l'usage du discours indirect libre qui permet simultanément de présenter et de commenter la conscience des personnages. De plus, dans Northanger Abbey (1818), Jane Austen imite Fielding par un chapitre comportant un commentaire discursif, le cinquième, où elle prend la défense des romanciers,. D'après Jo Alyson Parker, dans sa comparaison entre les deux écrivains, souligne leur usage commun d'un action souvent établie sur la perspective d'un héritage et leur stratégie très proche pour fonder l'autorité du discours.

### La posture ironique et ses adeptes

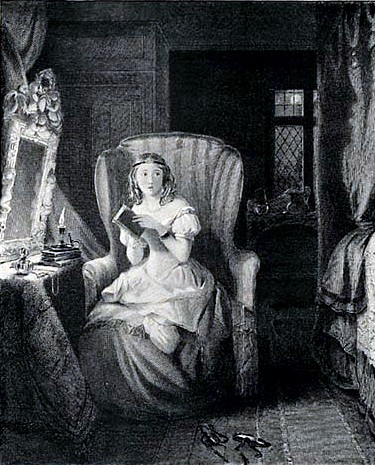
Catherine Morland, cherchant à se faire peur en lisant Les Mystères d'Udolphe à la faible lueur d'une chandelle (Northanger Abbey, 1833).

L'ubiquité ironique des romans de Fielding a fait des adeptes telles que Frances Burney et, à nouveau, Jane Austen, du moins dans leur description des personnages naïfs ou victimes de leurs illusions, l'exemple le plus éloquent restant chez cette dernière Catherine Morland. Cette héroïne sert se support vivant à une satire du roman gothique, car après une enfance de garçon manqué un peu gauche, alors qu'elle devient « presque jolie » et portée sur les beaux atours, elle se nourrit de lectures romanesques enivrant son jeune esprit. Bientôt, le monde lui apparaît comme une vaste enceinte où rôdent les fantômes, surgissent des diablotins et grincent les serrures rouillées.
L'ironie verbale porte souvent dans Tom Jones sur le mauvais usage de mots qu'il juge importants. Fielding en a d'ailleurs fait un glossaire (Modern Glossary) dans le quatrième numéro de son dernier journal The Covent-Garden Journal. La méthode avait d'abord servi à dénoncer le sens de greatness (grandeur) dans Jonathan Wild ; dans Tom Jones, c'est, entre autres, prudence qui se trouve incriminé. C'est là un processus ironique que Charles A. Knight appelle « de dislocation » (dislocating) mettant en cause la capacité d'une langue à donner du sens avec précision, surtout « lorsqu'elle sort de la bouche d'individus qui la dévoie à leur profit ou dans une culture où les valeurs sont de travers »,.
Les successeurs de Fieding en ce domaine sont nombreux, le premier semblant avoir été Smollett avec son The Adventures of Ferdinand Count Fathom (1753), où Smollett parodie les livres d'histoire et fait de son héros une caricature. Au siècle suivant, Thackeray récidive dans Mémoires de Barry Lyndon (1844), mais contrairement à Tom, le héros y est le narrateur de sa propre histoire et reste de bout en bout un fieffé coquin : persiste cependant la distanciation, ici entre le présent décrépit du narrateur et le flamboyant passé qu'il décrit, deux personnages en somme, à la fois objets et agents à la satire de l'auteur.
Selon Claude Rawson, Bertolt Brecht dans son roman Le Roman de quat'sous (1934),,, ou La Résistible Ascension d'Arturo Ui (Der aufhaltsame Aufstieg des Arturo Ui), qu'il est possible de ranger dans la catégorie du théâtre épique ; composée de dix-sept scènes, elle est une parabole sur la prise de pouvoir d'Hitler et son extension, transposée dans le milieu du crime aux États-Unis.
Charles A. Knight cite d'autres auteurs, mais plutôt inspirés par Jonathan Wild. Pour conclure cette section, il mentionne le cas de Witold Gombrowicz qui part de la tradition qu'a animé Fielding. En particulier, son roman Ferdydurke (1938) a pour narrateur un personnage qui est lui-même un auteur considéré par le monde extérieur comme infantile, ce qui l'induit à se conduire comme tel. Il y a là un triple décalage ironique de la perception souvent retrouvé dans Tom Jones et constamment illustré par Jane Austen : « le personnage central, dont les perceptions sont souvent, mais pas toujours partagées par le lecteur, perçoit à tort une situation qui peut elle-même se trouver encore déformée par d'autres personnages, et qui, en plus se voit ironiquement présentée par un narrateur n'ayant de cesse de passer d'un mode de perception à l'autre »,, ce qui revient à dire que l'un des aspects principaux du roman ironique est l'ubiquité de la perception erroné.

### L'héritage de la perspective comique
L'erreur de perception est souvent due à une présentation d'apparence trompeuse. La variété des discours, donc des perspectives, ce que Bakhtin appelle l'hétéroglossie,, concourt à révéler les absurdités de la société rongée par l'hypocrisie et la vanité. Il existe comme une lutte entre d'une part, un matériau chaotique et récalcitrant, de l'autre l'ordre structurel que lui impose le dessein intelligent d'un créateur aux prérogatives quasi-divines. C'est ce principe structurant, à la fois esthétique et thématique, avec des correspondances, des symétries, des équilibres qui, selon Charles A. Knight, différencie le roman comique du simple picaresque.
La structure comique est gouvernée par le rapport de causalité, souvent silencieuse chez Fielding, procédé repris par Charles Dickens, particulièrement dans Les Grandes Espérances qui semble en partie modelé sur Tom Jones. L'image dominante est celle de la chaîne et, de fait, plusieurs personnages sont enchaînés les uns aux autres et, de plus, rivés aux conséquences de leurs actions ; pour autant, la chaîne de causalité reste invisible au protagoniste et au lecteur jusqu'au jour de tempête où Magwitch apparaît dans l'escalier de Pip. « Alors seulement, les maillons commencent-ils à se rejoindre ».
La causalité prend une autre signification dans certaines œuvres modernes. Ainsi, Charles A. Knight cite Les Faux-monnayeurs d'André Gide (1926) et The Sot-Weed Factor de John Barth (1967) dont l'intrigue ressemble à celle de Tom Jones avec son entrelacs de digressions, d'histoires enchâssées dans l'histoire, et dont le style se fonde sur celui des grands romanciers du XVIIIe siècle, Henry Fielding, Laurence Sterne et Tobias Smollett, « particulièrement, écrit l'auteur, celui de Henry Fielding »,.
Gide, quant à lui, reprend son manuscrit après avoir reçu une traduction de Tom Jones et se demande s'il ne devrait pas s'impliquer davantage dans le récit, d'où son idée de créer deux personnages extérieurs à l'histoire, Édouard le pseudo-auteur, et Bernard son narrateur. Sur le plan thématique, domine comme chez Fielding la relation entre apparence et réalité : les personnages disent le contraire de ce qu'ils pensent et agissent à l'envers de leurs intentions proclamées ; chacun a une vision faussée des faits et gestes de l'autre, voire de lui-même, et partout prévaut l'hypocrisie, naturelle pour les méchants, stratégie défensive chez les bons. Ainsi, ce roman, au-delà des faux-monnayeurs qui lui donne son titre, est parcouru par l'image de la tromperie généralisée.
Ainsi, « Malgré les différences de posture épistémologique entre Fielding et ses successeurs modernes et post-modernes, écrit Charles A. Knight, tous partagent, dans les limites de l'acceptable, la même désorientation inhérente à la vision comique »,,.

### Des schémas narratifs partagés
L'un des schémas narratifs récurrents de Fielding est le mythe de l'enfant trouvé ou orphelin, histoire d'un héros séparé de son père par la mort ou l'illégitimité ou encore le rapt, intrigue naturellement liée au problème d'un possible héritage.
Caleb Williams de William Godwin (1794) se concentre sur le lien très fort unissant l'orphelin à son maître, qu'il considère comme son père et même, ajoute Charles A. Knight, comme un amant. Cependant, Caleb finit par découvrir le dangereux secret de ce bienfaiteur et est conduit à prendre la fuite pour éviter la persécution. De même, Scott reprend le thème dans Redgauntlet, avec un héros, Darsis Latimer, au passé mystérieux qu'il essaie de démêler, ce qui le conduit en compagnie de son ami Alan Fairfield en plein conflit national et religieux, celui de la rébellion jacobite de 1715. Dickens a repris le thème de l'enfant trouvé ou orphelin dans nombre de ses romans, Oliver Twist (1838), Nicholas Nickleby (1838-1839), Martin Chuzzlewit) (1843-1844), La Maison d'Âpre-Vent et surtout David Copperfield et Les Grandes Espérances (1860). Puisque l'enfant orphelin ne dispose pas de la protection paternelle, il évolue dans un monde où discerner les ennemis des amis devient crucial, où s'ouvrent une multitude de perspectives différentes parmi lesquelles choisir est une épreuve, et où la découverte de son ascendance, de sa vocation ou encore le mariage signalent enfin son intégration dans la société. Cependant, si chez Fielding l'aristocratique Tom n'a pas à travailler pour survivre, les héros de Dickens ne trouvent le salut que dans le labeur : tel est le cas, en particulier, de Pip dans Les Grandes Espérances.

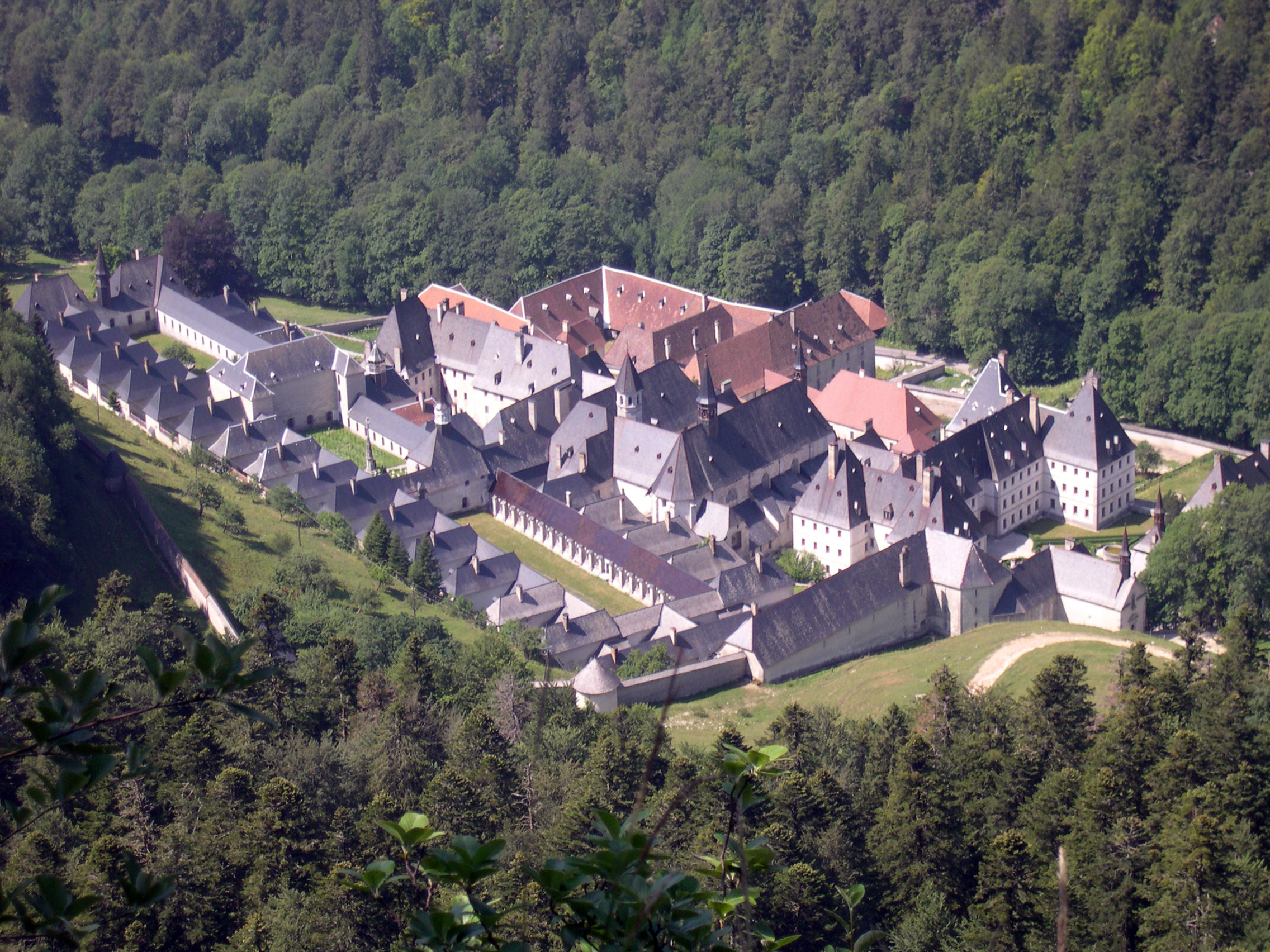
Le Monastère de la Grande Chartreuse.

La Chartreuse de Parme (1841) doit beaucoup à Tom Jones. Robert Alter a montré que Stendhal se sert lui aussi des caractéristiques structurelles du thème de l'enfant égaré, avec la quête du père ou d'une épouse par Fabrice del Dongo et une structure symétrique où événements et personnages correspondent : Fabrice, comme Tom, a une enfance riche en aventures de garçon turbulent ; lui aussi quitte le foyer familial, sans pourtant en être rejeté ; tous les deux connaissent une bataille à laquelle ils ne participent pas ou, en ce qui concerne Fabrice, ne comprend rien, commercent avec nombre de femmes ; un parfum d'inceste parcourt l'histoire, Tom avec Jenny Jones, Fabrice, de plus loin, avec la Sanseverina ; chacun est attaqué par des hommes qu'ils tuent, le piètre acteur Giletti pour Fabrice et, pour Tom, l'enseigne Northerton qui survivra ; les deux connaissent la prison ; si Tom aime Sophia depuis toujours, Fabrice se demande s'il est capable d'amour, puis s'entiche de Clelia Conti, la fille du gouverneur de la prison. La différence est dans le dénouement : Tom et Sophia rejettent les maux de la cité et trouvent le bonheur à la campagne, tandis que Fabrice rejoint la rigueur monacale de l'Ordre des Chartreux,.

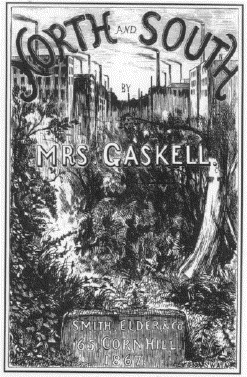
Nord et Sud, édition illustrée par George du Maurier (1867).

Le deuxième thème ayant influencé la postérité littéraire est celui de l'injustice sociale. Moins présent dans Tom Jones que dans Amelia où se fait directement entendre la colère de l'auteur, lorsque l'innocent capitaine Booth est incarcéré à la prison de Newgate par l'incompétent et illettré juge Thrasher, il est implicite dans le thème de l'enfant trouvé et rejeté, dont le pénible parcours se jalonne de rencontres diverses et parfois douloureuses. Dickens, en particulier, exploite de thème puisque ses personnages vivent souvent derrière d'infamants barreaux, ceux de la prison (Little Dorrit), de l'hospice (Oliver Twist), de taudis La Maison d'Âpre-Vent, d'usines malsaines (Les Temps difficiles, ce dernier point s'illustrant aussi de manière particulièrement douloureuse dans l'œuvre de Mrs Gaskell, que ce soit Mary Barton ou Nord et Sud.

### Conclusion
Tom Jones été vilipendé par certains contemporains et parfois même boudé par ceux-là mêmes qui l'imitaient au XIXe siècle, Thackeray en particluier, qui recommande, dans une conférence de 1851, de le lire « avec précaution» (with precaution) et déclare avec emphase : « Je ne saurais dire que Mr Jones a un tempérament vertueux ; je ne saurais taire que l'évidente admiration et affection que l'éminent humoriste porte à Mr Jones montre assez que son sens moral s'est trouvé émoussé par sa vie et qu'ici, en matière d'art et d'éthique, il est dans l'erreur »,, Fielding a fini par acquérir la réputation d'un moraliste.
Pourtant, c'est bien cette prétendue immoralité qui reste l'un de ses plus grandes contributions à histoire de la fiction. Le silence du narrateur sur l'aspect purement moral des comportements a déplacé la vocation du roman, non plus arme didactique, mais perception comique de la complexité humaine et de ses contradictions, genre libéré de la servitude de la moralité conventionnelle.
En conclusion, Charles A. Knight écrit que tous les auteurs préalablement cités, seuls quelques-uns se réclament ouvertement de l'influence de Henry Fielding, Charles Dickens, William Makepeace Thackeray (non sans réticence), John Barth, par exemple ; Stendhal l'avoue en privé tout en la mettant en pratique ; d'autres, comme Frances Burney ou Jane Austen, empruntent au modèle, mais s'écartent prudemment de sa mauvaise réputation. Son legs littéraire, ce « roman comico-épique en prose » est demeuré une référence consciente ou non, affûtée et modifiée au cours des siècles, autant de maillons jamais rompus franchissant l'espace générationnel et le clivage des écoles.

#### Texte deTom Jones
- (en) Henry Fielding, Tom Jones, New York et Londres, W. W. Norton & Company, 1995, 804 p. (ISBN 0-393-96594-5), notes, appendices, commentaires par Sheridan Baker.
- (en) Henry Fielding, Tom Jones, Harmondsworth, Penguin Editions, 1999, 976 p. (ISBN 978-0-14-043622-8), introduction et notes par Thomas Keymer et Alice Wakely, édition de référence

#### Autre roman de Fielding utilisé
- (en) Henry Fielding, Joseph Andrews, Mineola, New-York, Dover Publications, Inc., coll. « Dover Thrift Editions », 2001, 248 p. (ISBN 978-0-486-41588-8, lire en ligne)

#### Traduction deTom Jonesen français

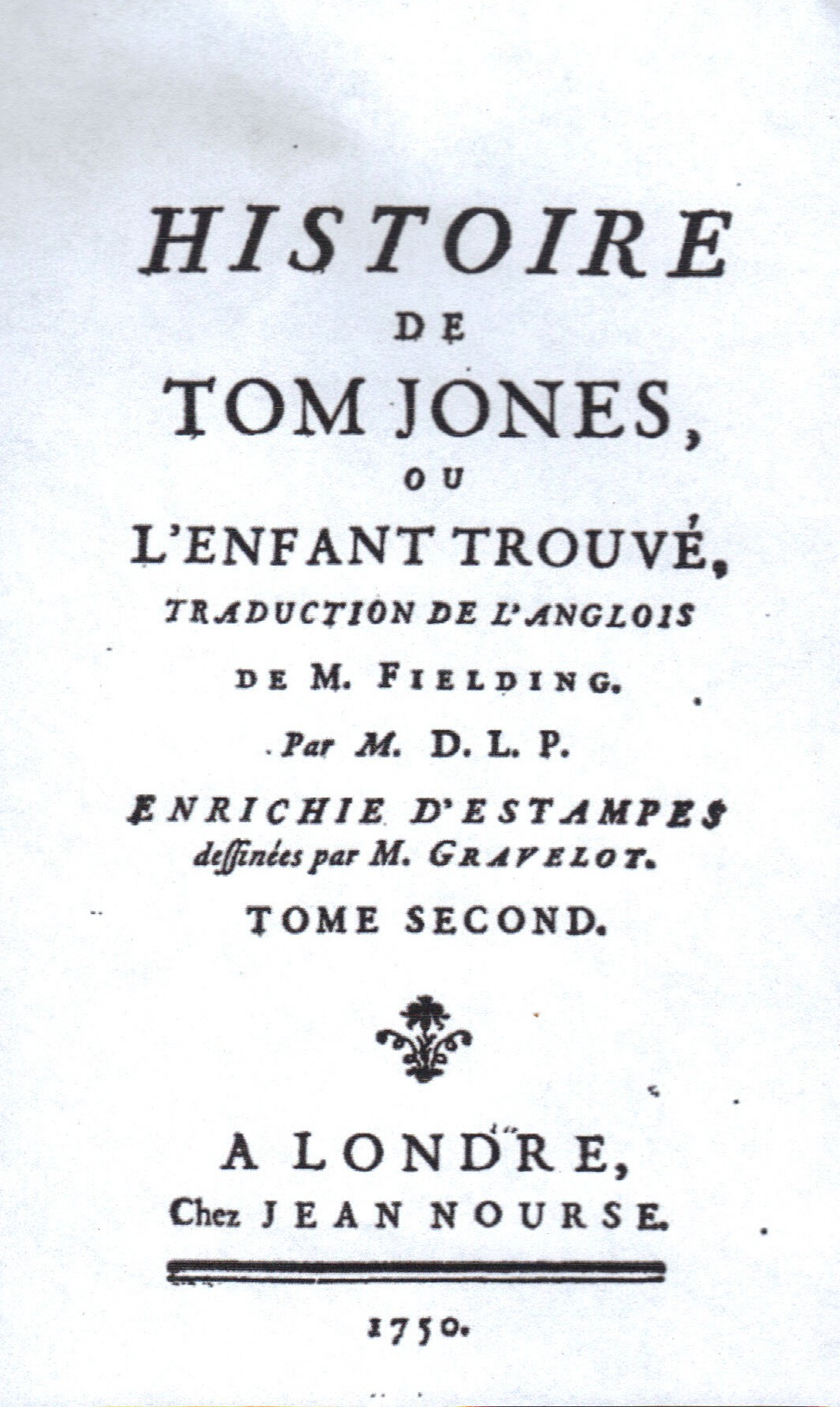
Première de couverture du tome II de l'édition de 1750, illustrée par Gravelot.

- Henry Fielding (trad. M. Defauconpret), Histoire de Tom Jones ou L'enfant trouvé, Paris, Club frança!s du livre, 1967, 958 p., avec une préface de Gilbert Sigaux (traduction de référence)

#### Autres romans utilisés
- (en) Henry Fielding, Joseph Andrews, Mineola, New York, Dover Thrift Edition, 2001, 248 p. (ISBN 978-0-486-41588-8 et 0-486-41588-0, lire en ligne)
- (en) Tobias Smollett, The Adventures of Roderick Random, Oxford, Oxford World Classics, 2008, 481 p. (ISBN 978-0-19-955234-4)

#### Ouvrages généraux
- (en) Michael Stapleton, The Cambridge Guide to English Literature, Londres, Hamlyn, 1983, 993 p. (ISBN 0-600-33173-3).
- (en) Claude Rawson, The Cambridge Companion to English Literature, Cambridge, Cambridge University Press, 2007, 202 p. (ISBN 978-0-521-67092-0 et 0-521-67092-6).

#### Ouvrages spécifiques

##### Fielding etTom Jones
- (en) Frederick T. Blanchard, Fielding the Novelist : A Study in Historical Criticism, New Haven, Yale University Press, 1926.
- (en) Robert Alter, Partial Magic : The Novel as a Self-Conscious Genre, Berkeley, University of California Pree, 1975.
- (en) Claude Rawson éd., Henry Fielding : A Critical Anthology, Harmondsworth, Penguin, 1973.
- (en) Ian Watt, The Rise of the Novel, Londres, Chatto and Windus, 1967, 319 p. (Chapitre VIII, consacré à Fielding).
- (en) Arnold Kettle, An Introduction to the English Novel, vol. 2, Hutchinson, Hutchinson University Library, 1951 (Plus particulièrement, part II, vol. 1, ch. 4).
- (fr) Louis Gondebeaud, Le roman picaresque anglais de 1650 à 1730, Lille, H. Champion, 1977 (Voir particulièrement p. 5-58).
- (en) G. J. Raussen, Henry Fielding, Londres, Routledge and Kegan Paul, coll. « Profiles in Literature », 1968, 162 p..
- (fr) Christian Pons et Jean Dulck, Samuel Richardson (Pamela) et Henry Fielding (Joseph Andrews), Paris, Colin, coll. « U2 », 1970, 261 p.
- (en) R. Paulson (éditeur), The Critical Heritage, Londres, Routledge and Kegan Paul, 1969, 453 p., « Henry Fielding ».
- (en) R. Paulson (éditeur), A Collection of Critical Essays, New Jersey, Prentice Hall, coll. « Twentieth Century Views », 1962, 185 p., « Fielding ».
- (en) M. C. Battestin, Twentieth Century Interpretations of Tom Jones, New Jersey, Prentice Hall, 1968, 119 p.
- (en) I. Williams (éditeur), The Criticism of Henry Fielding, Londres, Routledge and Kegan Paul, 1970, 377 p. (recueil d'essais par Fielding sur son art).
- (en) Neil Compton (éditeur), Casebook Series, Londres, Macmillan, 1970, 267 p., « Tom Jones ».
- (en) Louis Gondebeaud et Robert Ferrieux, Tom Jones, Pau et Perpignan, Université de Pau et des pays de l'Adour et Université de Perpignan Via Domitia, coll. « Cours de CAPES et d'Agrégation d'anglais », 1981, 104 p.

##### Le legs deTom Jones
- (en) Maaja A. Stewart, Genres 8, 1975, « Techniques of Intellectual Comedy in Meredith and Fielding », p. 233-249..
- (en) Joy Alison Parker, The Author's Inheritance : Henry Fielding, Jane Austen, and the Establishment of the Novel, Dekalb, Northern Illinois Universiity Press, 1998.
- (en) Claude Rawson, Henry Fielding and the Augustan Ideal under Stress, Londres, Routledge and Kegan Paul, 1972; p. 101-135.
- (en) M.M. Bakhtine (trad. Carryl Emerson et Michael Holquist), The Dialogic Imagination, Austin, University of Teas Press, 1981, p. 181.
- (en) Andrew Sanders, Dickens and The Spirit of the Age, Oxfprd, Clarendon Pree, 1999, p. 17323-185.
- (en) Helen Small, The Victorian and the Eighteenth century:Reassesing the Tradition, Aldershot, Hampshire, Ashgate, 2004, « The Debt to Society: Dickens, Fielding and the Genealogy of the Novel », p. 14-40.
- (en) WIlliam B. Coley, Comparative Literature II, i, hiver 1959, « Gide and Fielding », p. 1-15.
- (en) Robert Alter, Providence, automne 1995, chap. 311 (« Stendhal, Fielding and the Fiction of Discrimination »), p. 32-49

### Citations du texte original deTom Jones
1. ↑  « I am at liberty to make what laws I please therein ».
2. ↑  « it may not be improper to premise a few words concerning this kind of writing, which I do not remember to have seen hitherto attempted in our language ».
3. ↑  « Heroic, historical, prosaic poem ».
4. ↑  « prosaic-comic-epic ».
5. ↑  « True nature is as difficult to be met with in authors as the Bayonne ham or Bologna sausage is to be found in shops ».
6. ↑  « those idle romances, filled with monsters the productions not of Nature, but of distempereed brains ».
7. ↑  « who will sometimes fall into thre marvellous, but never into the incredible ».
8. ↑  « In Caricatura we allow all licence, its aim is to exhibit monsters, not men ».
9. ↑  « a virtuous and good Turk, or heathen, are more acceptable in the sight of their Creator than a vicious and wicked Christian, though his faith was as perfectly orthodox as St. Paul's himself ».

### Citations originales des commentateurs
1. ↑  « A great historian, as he insisted on calling himself, […] glories in his copious remarks and digressions […] and especially in those initial chapters […] where he seems to bring his armchair to the proscenium and chat with us in all the lusty ease of his fine English ».
2. ↑  « meditative walks around his fiction, scrutinizing its implications and procedures ».
3. ↑  « base indifference ».
4. ↑  « to declare all they think since fig leaves are as necessary for our minds as our bodies »
5. ↑  « A good man therefore is a standing lesson to all of his acquaingtance and of far more use in that narrow circle than a good book ».
6. ↑  « human beings distinguish themselves by what they do ».
7. ↑  « There wa as great a diffrence between them as between a man who knew how a watch was made, and a man who could tell the hour by kooking on the dial plate ».
8. ↑  « especially when language is used by self-serving individuals or by a culture where values are askew ».
9. ↑  « the central character, whose perceptions the reader often but not always shares, mistakenly perceives a situation which may well be misperceived in different ways by still other characters, but it is, in turn, presented by the narrator, who may shift among the novel's multiple planes of perception ».
10. ↑  « especially Henry Fielding ».
11. ↑  « despite the different epistemological positions of Fielding and of his modern and post-modern successors, they share the acceptable disorientation of the comic vision ».
12. ↑  « I can't say that I think Mr Jones a virtuous character; I can't say but thet I think Fielding's evident liking and admiration for Mr Jones shows that the great humourist's moral sense was blunted by his life, and that here in Art and Ethics, there is a great error ».